# Dystopia: Lose Myself
Dystopia: Lose Myself es el quinto EP en coreano del grupo femenino de Corea del Sur Dreamcatcher. Fue lanzado el 17 de agosto de 2020 por Dreamcatcher Company. El álbum contiene seis pistas, incluido el sencillo principal titulado «BOCA».
El álbum es el segundo de la serie "Dystopia" del grupo, tras Dystopia: The Tree of Language, lanzado el año 2020.

## Antecedentes y lanzamiento
Entre el 26 y el 28 de julio de 2020, las cuentas oficiales de Dreamcatcher publicaron una serie de imágenes bajo el título Mystery Code, como adelanto de un próximo trabajo musical. El 29 de julio, la compañía del grupo confirmó que su próximo miniálbum llevaría por título Dystopia: Lose Myself y que su fecha de lanzamiento sería el 17 de agosto.
Entre el 30 de julio y el 6 de agosto se lanzaron imágenes conceptuales de cada una de las miembros del grupo, mientras que el 7 de agosto se confirmó el listado de canciones y que su sencillo principal llevaría por título «BOCA».

## Composición y letras
El sencillo principal, «BOCA», fue compuesto y escrito por Ollounder y LEEZ, y es una canción que combina moombahton con el género rock por el que Dreamcatcher es conocido. A través de esta canción, «DreamCatcher cierra la boca a quienes dicen cosas hirientes sin responsabilizarse de sus palabras o sentirse culpables».
El álbum fue producido por LEEZ y Ollounder, habituales compositores del grupo, además de contar con la participación de Dami y JiU, miembros del grupo, en las escrituras de los temas «Break the Wall» y «Dear», respectivamente.

## Recepción de la crítica
El sitio web Album of the Year, en su reseña del álbum, indicó que «en general, 'Dystopia: Lose Myself' es un proyecto típico de Dreamcatcher con un pequeño cambio al final, donde destacan sus habilidades vocales en canciones como "Break The Wall" y "Can't get you out of my head"» Además señaló que «"BOCA" es una buena canción de rock como el grupo sabe muy bien hacer, con una gran melodía del precoro y las voces de sUa, Yoohyeon y Siyeon. El verso de rap de Gahyeon encaja muy bien con la canción y en general es un tema de rock muy típico de Dreamcatcher».
Rio Alif del sitio web Medium dijo sobre el álbum que «con una voz fuerte y una producción de sonido compleja de Ollounder y LEEZ, Dreamcatcher extrae con éxito sonidos de géneros que rara vez se ven en las canciones de un grupo de chicas y amplía el límite de lo que un grupo femenino de Corea del Sur es capaz de hacer».

## Lista de canciones
| CD    |                                |                         |                      |                      |          |  |
| N.º   | Título                         | Letras                  | Música               | Arreglos             | Duración |  |
| 1.    | «Intro»                        |                         | LEEZ, Ollounder      | LEEZ, Ollounder      | 1:39     |  |
| 2.    | «BOCA»                         | LEEZ, Ollounder         | LEEZ, Ollounder      | LEEZ, Ollounder      | 3:09     |  |
| 3.    | «Break the Wall»               | LEEZ, Ollounder, Dami   | LEEZ, Ollounder      | LEEZ, Ollounder      | 3:46     |  |
| 4.    | «Can't Get You Out of My Mind» | LEEZ, Ollounder, Maddox | LEEZ, Ollounder      | LEEZ, Ollounder      | 3:43     |  |
| 5.    | «Dear»                         | JiU                     | LEEZ, Ollounder, JiU | LEEZ, Ollounder, JiU | 3:48     |  |
| 6.    | «BOCA» (instrumental)          |                         | LEEZ, Ollounder      | LEEZ, Ollounder      | 3:09     |  |
| 19:14 |                                |                         |                      |                      |          |  |

## Reconocimientos

### Listados
| Publicación       | Lista                         | Ranking | Ref.   |
| ----------------- | ----------------------------- | ------- | ------ |
| Album of the Year | The Best K-Pop Albums of 2020 | 19.º    | [ 10 ] |

## Posicionamiento en listas
| Lista (2020)                     | Mejor posición |
| -------------------------------- | -------------- |
| Corea del Sur (Gaon Album Chart) | 3              |

## Historial de lanzamiento
| País          | Fecha                | Formato                         | Sello                             |
| ------------- | -------------------- | ------------------------------- | --------------------------------- |
| Corea del Sur | 17 de agosto de 2020 | CD, descarga digital, streaming | Dreamcatcher Company, Genie Music |